# Carlos Valverde López
Carlos Valverde López (Priego de Córdoba, septiembre de 1856-Málaga, 21 de abril de 1941) fue un escritor y político andaluz.

## Biografía
Nace en una familia acomodada, cuyo padre era médico. Su amor por las letras comienza en su juventud, aunque realizó también estudios de Derecho. Empezó a escribir poesía y teatro ya desde muy joven, obteniendo relativo éxito en sus primeros estrenos en Priego. Se casó antes de acabar los estudios con Paulina de Castilla y Ruiz, rica heredera, con quien con el tiempo tendría seis hijos, uno de los cuales, José Tomás, seguiría sus pasos en lo relativo al Derecho y la política. Otra de sus hijas, Ángeles, también compondría poemas, aunque con menos fecundidad que su padre.
Sus obras, en muchas ocasiones de temática patriótica, religiosa o costumbrista, reciben múltiples premios en los años posteriores. Esta febril actividad literaria la compaginará con colaboraciones en periódicos y revistas locales de la zona. En paralelo participará en varios círculos literarios de la zona y en la Hermandad de Nazareno prieguense, donde será miembro de la junta directiva y Hermano mayor en varias ocasiones.

### Vida política
De ideología conservadora, es nombrado alcalde de Priego de Córdoba en 1890. Posteriormente es nombrado diputado provincial por Priego hasta que es traicionado en el seno de su mismo partido y se desentiende de la política. Con el cambio de siglo se establece en Málaga, donde publica la mayor parte de su producción literaria y participa en la vida pública. No obstante, nunca perderá el vínculo con su Priego natal y se desplazará hasta allí a menudo. Siguiendo sus inquietudes políticas y literarias, publicará allí una revista de emisión semanal primero, y trimestral en una segunda etapa, titulada Patria Chica. Esta será clausurada tras los enfrentamientos en sus páginas con el bando progresista de la comarca, liderado por Niceto Alcalá-Zamora.
Murió en Málaga el 21 de abril de 1941. Sus restos fueron trasladados con posterioridad a su Priego natal. 

## Obras
- Los huérfanos (1874)
- La toma de Zaragoza (1875)
- La muerte de Jesús (1875)
- La maldición del gitano (1876)
- Inocentada (1876)
- La mejor venganza (1882)
- El grito de una madre
- Los espúreos (1896)
- El Dómine (1897)
- El Nacimiento del Hijo de Dios (1898)
- Imelda (1903)
- Poesías Meridionales
- Memorias íntimas y populares
- Gaspar de Montellano
- La resurrección de Don Quijote
- Poesías laureadas
- Tute de bodas
- Las bodas de Camacho
- Facilitote
- El milagro de san Dimas
- La mancha de la mora (1930)